# Біметали
Бімета́ли (лат. bis — двічі і грец. μεταλλον — метал) — металеві вироби (пластинки, листи, стрічки, дріт і т. ін.), що складаються з двох міцно з'єднаних між собою різнорідних металів або сплавів. Розрізняють біметали дво- і багатошарові. Біметали відзначаються рідкісним поєднанням властивостей вихідних металевих матеріалів, наприклад високої міцності зі значною стійкістю проти спрацювання або низьким електричним опором.

## Застосування
Застосовуються з метою економії дорогих і дефіцитних металів або як матеріали із спеціальними властивостями. Широко використовуються в електро-, радіо-, теплотехніці та інших галузях. Біметали застосовують, в основному, як корозійностійкі, антифрикційні, термо– та зносостійкі матеріали.

### Термочутливий елемент (термобіметал)
Конструкція являє собою відрізок стрічки з біметалу. Один кінець стрічки, як правило, нерухомо закріплений у корпусі пристрою, а інший — через різницю у коефіцієнтах теплового розширення переміщається із зміною температури пластини. Термобіметали застосовують в різних апаратах і приладах (термометри, терморегулятори, реле часу, захисні реле тощо).

### Антифрикційне покриття
Покриття або вкладиші, покриті бабітом застосовуються у підшипниках ковзання для зменшення Тертя і зношування.

### Зносостійкі біметали
Зносостійкі біметали складаються з основи (вуглецеві низьколеговані сталі) і робочого шару (леговані і високолеговані чавуни та сталі) і застосовуються, в основному, для робочих органів дробильно-розмельного устаткування. Зносостійкі біметалеві матеріали отримують, в основному, механічним з'єднанням (наприклад, типу «ластівчин хвіст»), пластичною деформацією шарів металу, наплавленням або заливкою розплаву на тверду основу.

### Термопара
Термопара — вимірювальний перетворювач, що використовується в устаткуванні для вимірювання температури, а також для прямого перетворення тепла в електрику. Термопара складається з двох провідників, сполучених кінцями так, що вони утворюють два контакти. Принцип дії термопари базується на термоелектричних явищах.

### Корозійностійкі біметали
Корозійностійкі біметали використовують при виготовленні деталей великогабаритних конструкцій, що працюють в агресивних середовищах, з метою зниження маси виробів. Як основу застосовують низьковуглецеву або низьколеговану сталь, як плакувальний шар — корозійностійкі сталі (наприклад, 08X13, 12Х18Н10Т, 08Х18Н10Т, 03ХН28МДТ тощо), а також мідь, нікель, титан та їхні сплави. Механічна міцність корозійностійких біметалів забезпечується металом-основою, а стійкість в агресивних середовищах — плакувальним металом.

## Методи отримання
Біметали найчастіше виготовляють металургійним, рідше гальванічним або гальвано-металургійним способом.
Металургійний спосіб має кілька різновидностей:
1. заливання легкоплавкого металу по тугоплавкому
2. заливання легкоплавкого металу по тугоплавкому з подальшою деформацією в гарячому або холодному стані способом пресування, прокатки;
3. з'єднання металів способом гарячої прокатки — планування.

Найчастіше застосовуються біметали, що належать до 2-го і 3-го різновидів (сталь — мідь, сталь — томпак, сталь — латунь, сталь — алюміній, дюралюміній — алюміній, сталь — нікель, алюміній — мідь, свинець — олово, мідь — срібло, сталь — срібло, сталь — платина та ін.). До литих біметалів (1-й різновид) належать чавунні і сталеві підшипники, залиті антифрикційними сплавами. Останнім часом почали виробляти біметалеві припої.